# Eickel
Eickel is een voormalige gemeente en deel van de Duitse stad Herne (deelstaat Noordrijn-Westfalen) gelegen in het gelijknamige Stadtbezirk Eickel in die stad.
Eickel telt 10.621 inwoners (2007). Eickel behoorde van 1926 tot 1975 tot de voormalige kreisfreie Stadt Wanne-Eickel.

Wapenschild van de adellijke familie van Eickel, gebruikt sinds 1275